# Малый Сандибей (приток Сухого Полуя)
Малый Сандибей — река в Западной Сибири, на юге Приуральского района Ямало-Ненецкого автономного округа. Устье реки находится в 22 км по правому берегу реки Сухой Полуй. Длина реки составляет 50 км, площадь водосборного бассейна 375 км². Высота истока — 76 м над уровнем моря.

## Данные водного реестра
По данным государственного водного реестра России относится к Нижнеобскому бассейновому округу, водохозяйственный участок реки — Обь от впадения реки Северная Сосьва до города Салехард, речной подбассейн реки — бассейны притоков Оби ниже впадения Северной Сосьвы. Речной бассейн реки — (Нижняя) Обь от впадения Иртыша.